# Gershon Ashkenazi
Pour les articles homonymes, voir Ashkenazi.

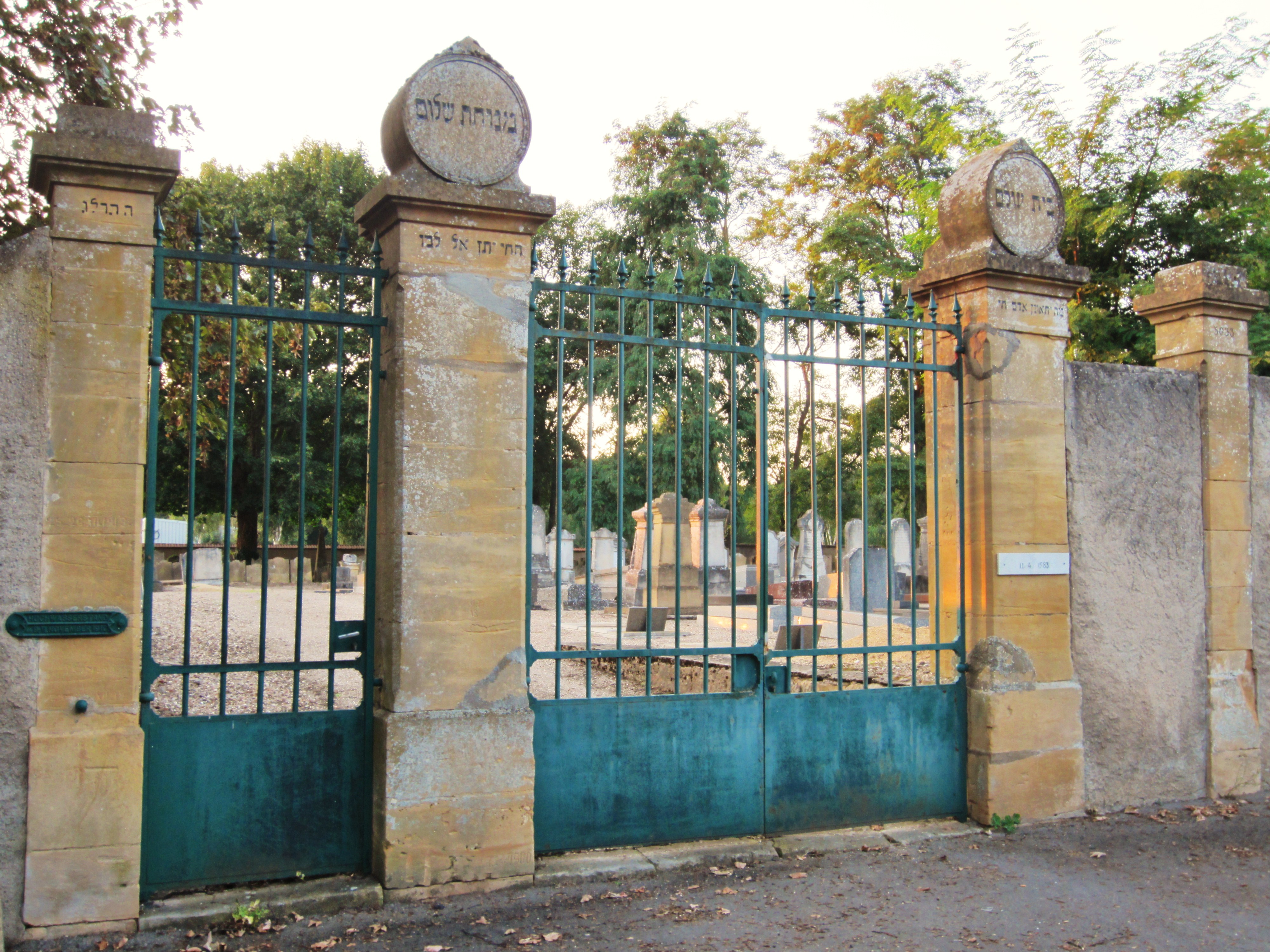
Cimetière juif

Gershon Ashkenazi né en 1618 et décédé à Metz le 20 mars 1693 est un rabbin éminent et une autorité religieuse respectée. Son nom de famille original est Ulif (Olive ?), son surnom Ashkenazi est usuellement conféré en Pologne aux Juifs dont la famille est originaire d'Allemagne. Il est considéré comme un des plus grands poskim (autorité religieuse) de son époque.

## Biographie

### Ses premiers postes de rabbin
Ashkenazi nait à Ulf en Allemagne. Il étudie d'abord, notamment en compagnie de Aryé Yéhuda Leib LÉVY de Pfastatt, avec le rabbin Meir Schiff (appelé le Maharam Schiff) avant de se rendre en Pologne pour étudier avec les plus hautes autorités religieuses de Cracovie, Joel Sirkis (connu sous le nom de Bach), Yehoshua ben Yosef, et probablement aussi de Yehoshua Heshel. Il est appelé Ashkénazi (en hébreu: Allemand) en raison de son lieu de naissance.
Ashkenazi sert comme Dayan (juge à la cour rabbinique) à Cracovie peu de temps après la fin de ses études. Il se marie avec la petite-fille de Sirkis, fille de Yehouda Leib Foss. Il s'installe plus tard à Nikolsburg (actuellement Mikulov en République tchèque) pour étudier avec Menachem Mendel Krochmal dont il est un grand admirateur. Devenu veuf très tôt, il se remarie avec la fille de Krochmal. Quand sa seconde épouse meurt, il se mariera une troisième fois. En tout il aura 10 enfants.
Le premier poste de rabbin qu'il occupe, en 1650, est à Proßnitz (actuellement Prostějov en République tchèque) en Moravie. À partir de 1657, il est nommé rabbin à Hanau près de Francfort-sur-le-Main. Quand son beau-père, Krochmal, décède en 1661, Ashkenazi lui succède comme grand-rabbin de Nikolsburg et de sa région. Peu de temps après, il s'installe à Vienne où il occupe le poste de grand-rabbin, tout en étudiant la Kabbale avec Yaakov Temerles de Worms. Il est forcé de quitter Vienne, après le décret d'expulsion des Juifs de la ville du 14 février 1670.

### Grand-rabbin de Metz
En 1671, il devient grand-rabbin de Metz, avec l'approbation du roi Louis XIV et du parlement régional. Commence alors la meilleure période de sa vie, pendant laquelle il hisse sa communauté à un haut niveau de spiritualité. Il consacre une grande partie de son temps à la yechiva qu'il a fondé et qui attire des centaines d'étudiants de toute l'Europe et principalement de Pologne. Il s'oppose farouchement au mouvement messianique des  Sabbatéens et reste en contact régulier avec l'activiste anti-sabbatéen Jacob ben Aaron Sasportas.
Ashkenazi meurt en 1693. Son aura est telle qu'à l'annonce de sa mort, de nombreuses communautés vont par signe de respect s'abstenir d'écouter de la musique pendant un an, même lors des mariages. Ashkenazi a eu quatre fils érudits, Moïse, Nathan, Nahum et Joel. Moïse, qui décède à Nikolsburg le 22 mars 1691, avant son père, a été un éminent talmudiste et kabbaliste.

### Son œuvre
À la fin de sa vie, Ashkenazi avait préparé la publication de ses responsa estimées à plus de 1 000. Ce n'est qu'en 1699, six ans après sa mort que son publiées sous le titre Avodat ha-Gershuni, 124 de ses responsa, soit un peu plus d'un dixième. Celles-ci abordent les questions centrales de la loi juive, et plus particulièrement les dispositions concernant la cacheroute et les lois du mariage. Il n'hésite pas à exprimer une opinion différente des plus éminents rabbins des générations précédentes, et parfois formule son opinion en langage offensif.
À peu près en même temps, est publié le livre d'Ashkenazi Tif’eret ha-Gershuni, consistant en commentaires sur la Torah. Il contient des explications sur les Midrashim entrecoupées d'humour et de pilpoul (raisonnement dialectique), ainsi que d'allusions au mysticisme juif.
En 1710, un de ses petits-fils publie le livre Ḥidushe ha-Gershuni, copié à partir du manuscrit original et contenant des commentaires sur le Choulhan Aroukh. Ses écrits sur le traité talmudique Yevamot concernant le lévirat, sur Isaac ben Jacob Alfassi (connu sous le nom de Ri"f) et ses interprètes et sur Yaakov ben Asher (connu sous le nom de Tur) n'ont jamais été publiés à ce jour.
Sous l'influence d'Ashkenazi, ses nombreux disciples et adeptes ont consolidé la tendance de se référer au Choulhan Aroukh comme source principale de décisions halachiques. Parmi ses disciples on peut citer Yitsḥak Aharon de Worms, Yehudah Muller et Meir Eisenstadt-Katzenelenbogen.